# Lana (kommun)
Lana är en kommun i Spanien.   Den ligger i provinsen Provincia de Navarra och regionen Navarra, i den norra delen av landet, 280 km norr om huvudstaden Madrid. Antalet invånare är 191. Arean är 41 kvadratkilometer.
Terrängen i Lana är huvudsakligen kuperad, men den allra närmaste omgivningen är platt.